# Чимішлія
Чимішлі́я (рум. Cimişlia) — місто в Молдові, центр Чимішлійського району.

## Географія
Місто розташоване за 12 км від залізничної станції Чимішлія в селі Михайлівка і за 69 км до півдня від Кишинева (64 км від кишинівського «Південного» автовокзалу) на перетині важливих транспортних маршрутів країни: Кишинів-Комрат-Болград і Тирасполь-Каушани-Леово. Через місто з північного заходу на південний схід протікає річка Когильник (рум. Cogilnic), що впадає в Чорне море. Основні будівлі поселення розташовані на трьох пагорбах, і воно умовно підрозділяється на кілька мікрорайонів: «Тайвань», Центр, Малина, Реча (колишнє село на виїзді убік Бессарабки), Когильник (розташований на лівому березі Когильника), «СПТУ» (мікрорайон на виїзді убік Хинчешт).
- Площа володінь примарії (мерії) — 208,4 га
- Площа всієї території — 14 612 га
- Площа оброблюваних земель (сади, виноградники, ріллі) — 8 413 га

## Населення
Чисельність населення — 12 800 чоловік (2006). В 1897 році тут проживало 4 350 чоловік, в 1970 — 10 892, в 1979 — 13 340, в 1989 — 16 071, в 1992 — 19 800, а в 2006 — 12800.
У 2005 році коефіцієнт смертності на 1000 чоловік становив — 12, а народжуваності — 10.
Абсолютна більшість населення за національністю — молдовани (більше 3/4), проживають також українці, росіяни, гагаузи, євреї, румуни, болгари і цигани. Раніше в місті було багато євреїв, в 1897 році — 750 з 4350 чоловік (17 %). 

## Економіка
Річний (2009) міський бюджет — 18,068 млн лей.
Витрати (2009) — 18,068 млн лей (утримання мерії, 7 дитсадків, 1 початкова школа, 2 гімназія, 3 ліцеї, чимішлійський будинок культури, 2 будинки культури в селах примарії, 3 бібліотеки тощо):
- Витрати в сфері дошкільної й середньої освіти — 14,581 млн лей.
- Інші витрати — 3,5 млн лей.

## Житловий сектор

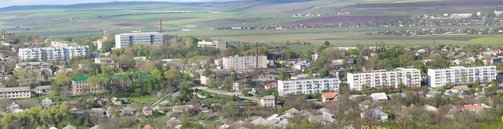
«Панорама»

У місті 19 чотири- і п'ятиповерхових багатоквартирних житлових комплексів і близько 30 двоповерхових багатоквартирних будинків. У них проживає близько 35-40 % населення, що формують так називаний міський прошарок суспільства. За останні 4-5 років добудували 3 п'ятиповерхівки й з нуля спорудили новий шестиповерховий будинок. У 2005 році був добудований і зданий в експлуатацію 5-поверховий 60-квартирний будинок по дорозі на Хінчешти, будівництво якого почато в 1994 році. В 2005-08 рр. добудовували ще два 5-поверхових житлових комплекси, будівництво яких було заморожено в 1990-х роках (один у центрі, навпроти Будинку побуту, а другий у районі 3-ї школи). Також у цей період з нуля звели шестиповерхівку в районі 3-й школи. Силами колишнього МСО капітально відремонтували 3-поверховий гуртожиток у районі Малини. Вартість двокімнатної квартири в цьому будинку в 2007 році становила ледве більше 13000 євро, а трикімнатної — 18000 євро. На вторинному ринку в 2007 році вартість відремонтованої двокімнатної квартири в центрі міста досягає 28000 євро.

## Історія
Назва Чимішлія вперше зустрічається в історичних літописах Молдавії першої половини XVII століття. Перше згадування, відповідно до історичних записів ученого Володимира Ніку, датується 4 липнем 1620 року: «…тут зупинилося татарське плем'я, які, будучи більшістю в окрузі, перемінили назву на Чимішлія (татарське слово, у перекладі на українську — багатство).»

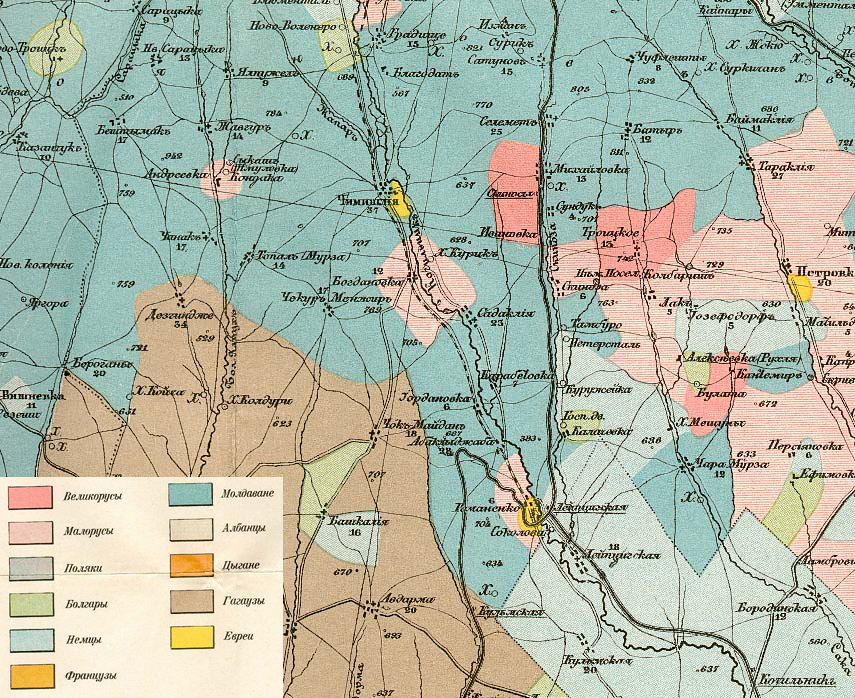
Чимішлійська волость. Фрагмент етнографіч. карти 1907-24 р.

Хоча перша згадка датується 4 липня, «День міста» (Храм міста, церковне свято) святкується наприкінці літа, 28 серпня, у день зведення чимішлійської православної церкви ім. Святої Марії.
Священик Якоб Юсипеску (рум. Iacob Iusipescu), що вперше написав і опублікував історію Чимішлії в 1874 році, пише: «…Лія — з турецької це дівчина, а Чиміш'ами за давніх часів називали будівельників… і навіть якщо тут компактно проживали молдовани і татари, ніякої ворожості між ними не було…».
Витримка з Енциклопедичного словника Брокгауза й Ефрона[недоступне посилання з травня 2019] (1890—1907):

«Чимішлія — містечко Бессарабської губернії, Бендерського повіту, що було татарським селищем; заселене колоністами з північної частини Бессарабії. Ч. розкинуто на піднесеному березі річки Когильник, за 10 верст від станції Скиноси Південно-західної залізниці. 3989 жителів, православна церква, синагога, чоловіче 2-класне училище, багато крамниць, 2 ярмарки на рік. Затверджено містечком в 1840 р. Значний місцевий ринок, на який звозиться хліб із усіх сусідніх селищ; обороти торгівлі хлібом понад 500 тис. руб.»
В 1840 році селище затверджене містечком, а в 1844 році відкрита перша школа.
У середині XIX століття зводиться православна церква Святої Марії, приблизно в цей же час у містечку відбудовується синагога.
В 1885 році відкрита земська лікарня (один лікар і один фельдшер).
У період між двома світовими війнами (1918—1940) Чимішлія входила до складу Бендерського повіту (рум. judetul Tighina) Румунського королівства.
Після входження Молдавії в Радянський Союз, Чимішлія стала районним центром.
20 липня 1941 року, майже через місяць після початку Німецько-радянської війни, у Чимішлію входять німецько-румунські війська. На 3 роки відновилася влада Румунського королівства, союзника фашистської Німеччини. Це найтрагічніший час для чимішлійських євреїв, яких почали розстрілювати або вивозити в гетто. Говорячи про позитивний вплив «нової-старої» влади, можна відзначити продовження будівництва 4-поверхової школи, спроектованої ними ж наприкінці 1930-х років.
23 серпня 1944 у селище ввійшли радянські війська. У боях за місто загинув 701 боєць Червоної Армії.

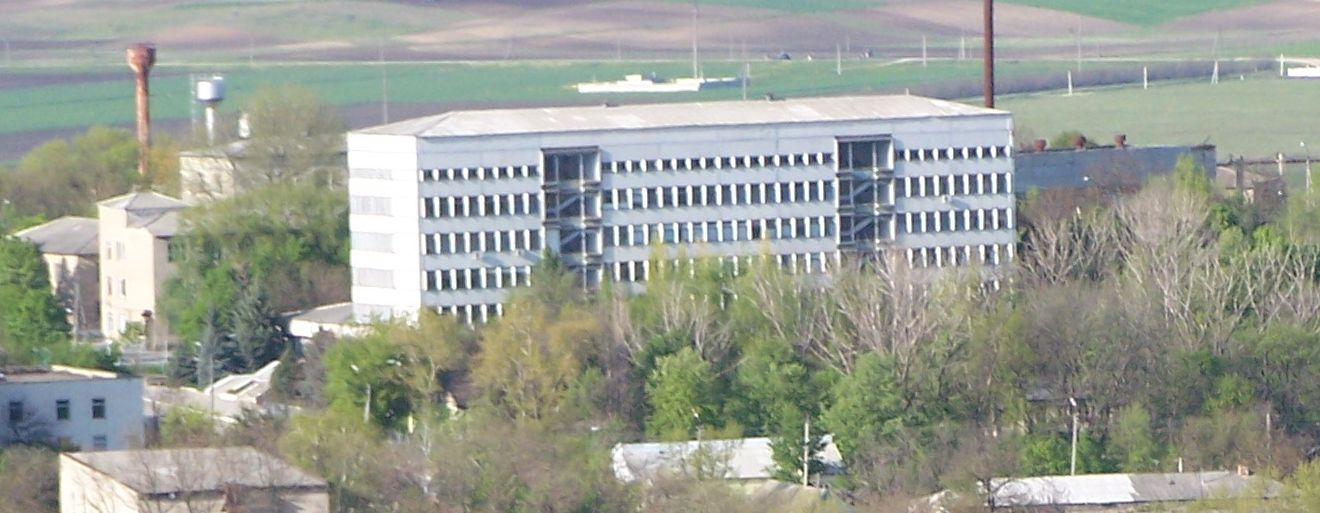
поліклініка

У часи МРСР (1940-41, 1944—1991) у місті працювали виноробний, пивоварний, консервний, молочний, маслоробний заводи, радгосп-завод «Бурштиновий», хлібопекарня, інкубаторно-птахівницька станція. Краєзнавчий музей. Сорокатисячний винзавод, на момент будівництва, уважався найбільшим об'єктом такого типу в Європі. У місті зводиться Будинок культури, 6-поверхова поліклініка, 3 нові школи, 5 дитсадків, будівля ПТУ, кінотеатр, 4-поверховий Будинок побуту, будівля пошти й вузла зв'язку, універмаг і ресторан; будується стадіон.

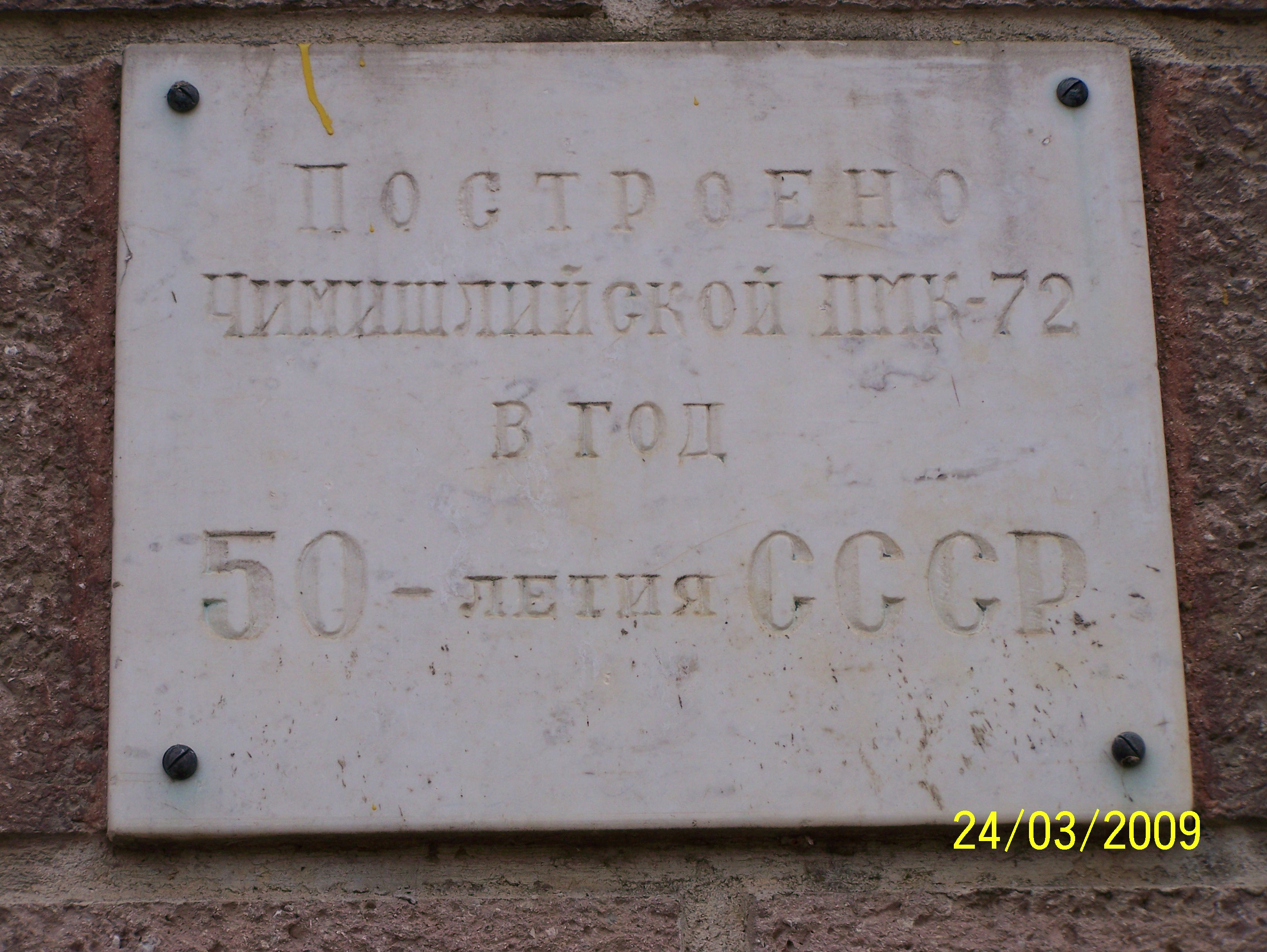
дошка про здачу будинку

В 1972 році, до 50-річчю СРСР, ПМК-72 здало в експлуатацію один з перших 5-поверхових житлових будинків напроти мерії. На першому поверсі частина квартир використовувалася, як гуртожиток самого ПМК.
На рубежі 1980-90-х років, у часи Параду Суверенітетів, місто покидає багато російських і українських фахівців: лікарі, учителі, інженери. До середини 1990-х років звідси виїхали всі євреї, скориставшись можливістю, наданою державою Ізраїль. У цей складний час закриваються багато підприємств і організацій, у тому числі 2 дитсадки, новий універмаг, Будинок побуту, друга будівля поліклініки й кінотеатр. Містом перестають курсувати маршрутні автобуси.

На рубежі 1990-2000-х років багато жителів спрямовуються на заробітки в європейські країни, Ізраїль і Росію. До 25 % населення тимчасово або постійно працює за кордоном. На виручені кошти відбудовуються, викуповуються й ремонтуються частки будинків, відкриваються малі підприємства (в основному в сфері роздрібної торгівлі). Ростуть зарплати у всіх сферах міської економіки. У 2004 році починають курсувати 4 маршрутних автобуси.

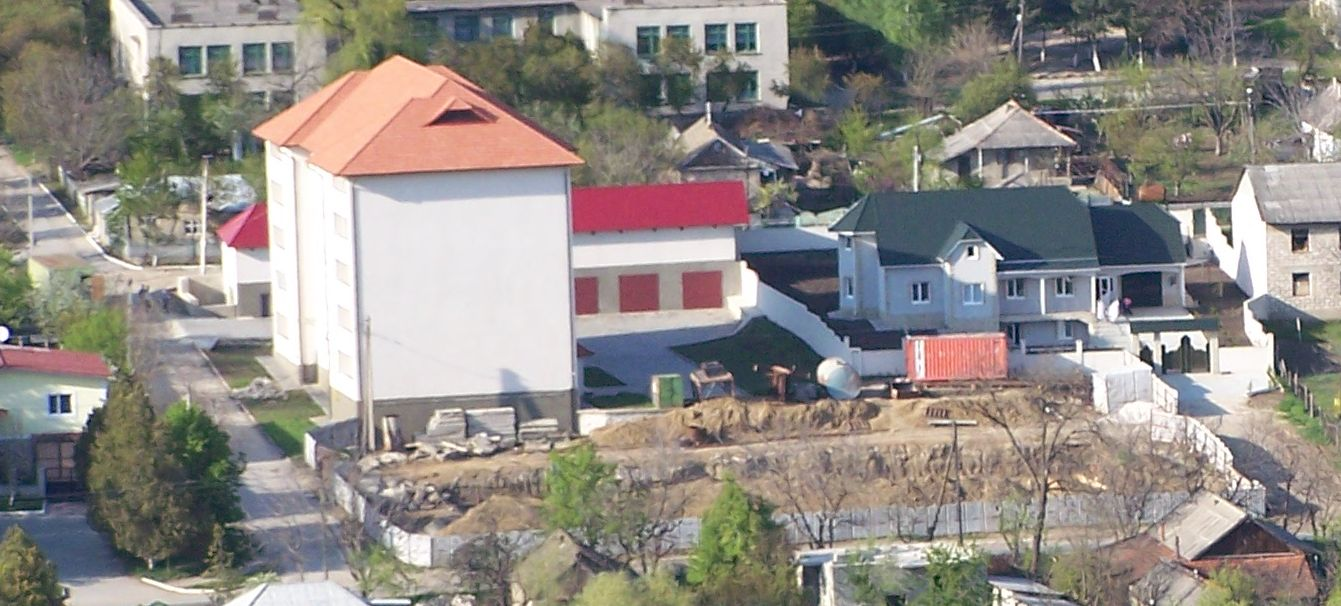
«Нові будови»

 Через більший приплив валюти, ціни на нерухомість ростуть швидкими темпами. У 2006 році ціна 1 м², у споруджуваному п'ятиповерховому будинку, дорівнює 400 євро, і це не межа!
До 2009 року в місті розташовуються такі великі установи й фірми, що з'явилися в останнє десятиліття:
- 5 бензозаправок (дві Тірекс-Петрол, Петром, Парстар і Бемол). Остання здана в експлуатацію наприкінці 2007 року.
- 6 філій і під філіалів столичних комерційних банків (Банку де Економий, Агроіндбанк, Банку Сочиале, Молдендконбанк, Інвестприватбанк і Фінкомбанк). На вході в будівлі перших двох банків розташовуються банкомати. У 2009 році перший поверх Будинку Побуту повністю перебудований під офіси для філії ще одного столичного банку — FinComBank.
- філії великих комерційних роздрібних мереж (Аліна Електронік, Букурія, Франзелуца й ін.),
- філії Пошти Молдови, Молдтелекома, ГП «Радіокоммунікації».

## Освіта й культура
У Чимішлії 5 освітніх установ:
- Молдавський ліцей ім. Іона Крянге (колишня с/ш № 1)
  - побудований в 1944 році,
  - близько 800 учнів,

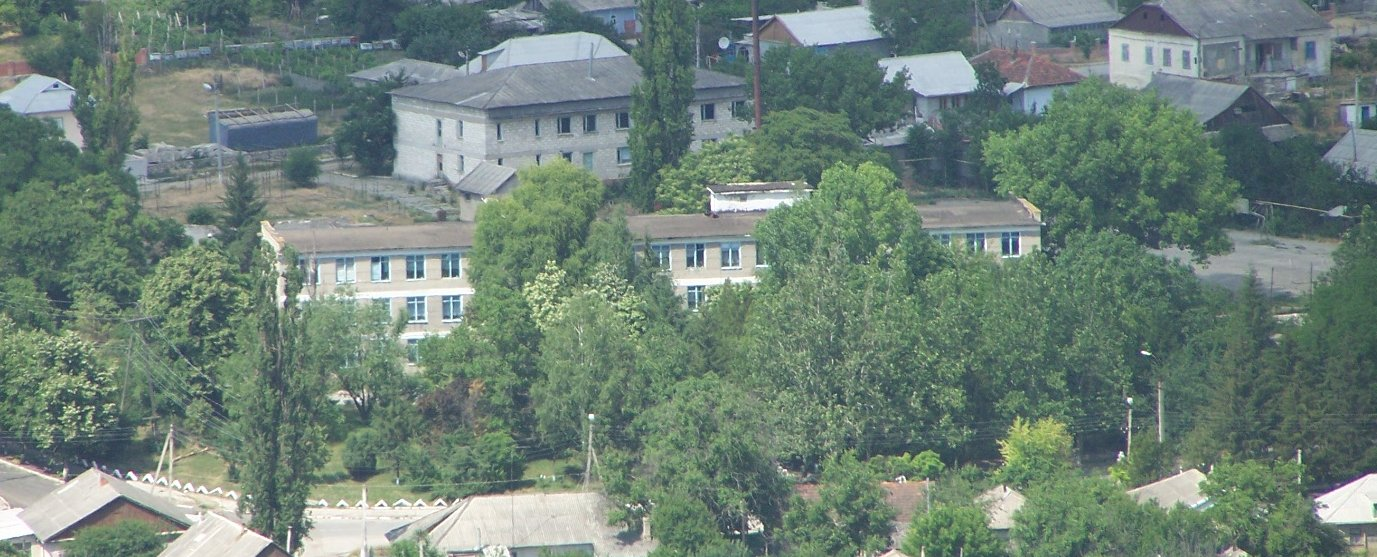
ліцей ім. Єсеніна

- Російський ліцей ім. Сергія Єсеніна (колишня. с/ш № 2),
  - побудований в 1965 році,
  - 12-літній освітній цикл,
  - близько 300 учнів (2006-07).

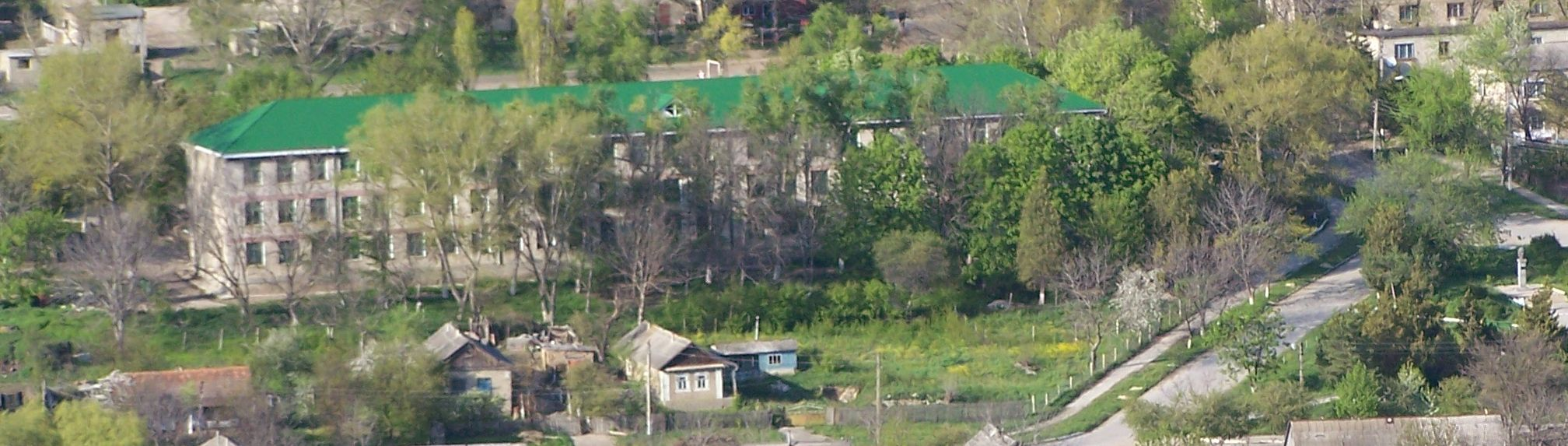
ліцей ім. Емінеску

- Молдавський ліцей ім. Міхая Емінеску (колишня. с/ш № 3),
  - побудований в 1969 році (perviy director — Pavel Rosca),
  - 12-літній освітній цикл,
  - близько 1500 учнів,
  - director — Parascovia Colta (1999—2009).
- Молдавська гімназія колишня. с/ш № 4),
  - 9-літній гімназичний освітній цикл (1-9 класи),
  - близько 250 учнів,
  - director — Veaceslav Hotnog (2008-09).
- Молдавський ліцей ім. Міхая Витязула 
  - заснований в 1994 році,
  - 3-літній ліцейний освітній цикл (10-12 класи),
  - близько 400 учнів.

У місті функціонує Професійне Технічне Училище (ПТУ), що готовить кадри для агрокультурного сектора й промисловості: трактористів, комбайнерів, зварників тощо
У ранній період радянської влади в селищі побудували Будинок Культури, одну з визначних пам'яток міста. Це установа дотепер функціонує, тут майстри народного мистецтва й молоді музичні групи проводять свої концерти. Деякий час тут проводили дискотеки, а на зорі 90-х показували відеофільми. Тепер же розважальну функцію перейняли Диско-бари. Однією з наймасовіших дискотек є «C'est La Vie», що розташовується в будівлі колишнього Кінотеатру.

## Ефірний прийом телерадіоканалів

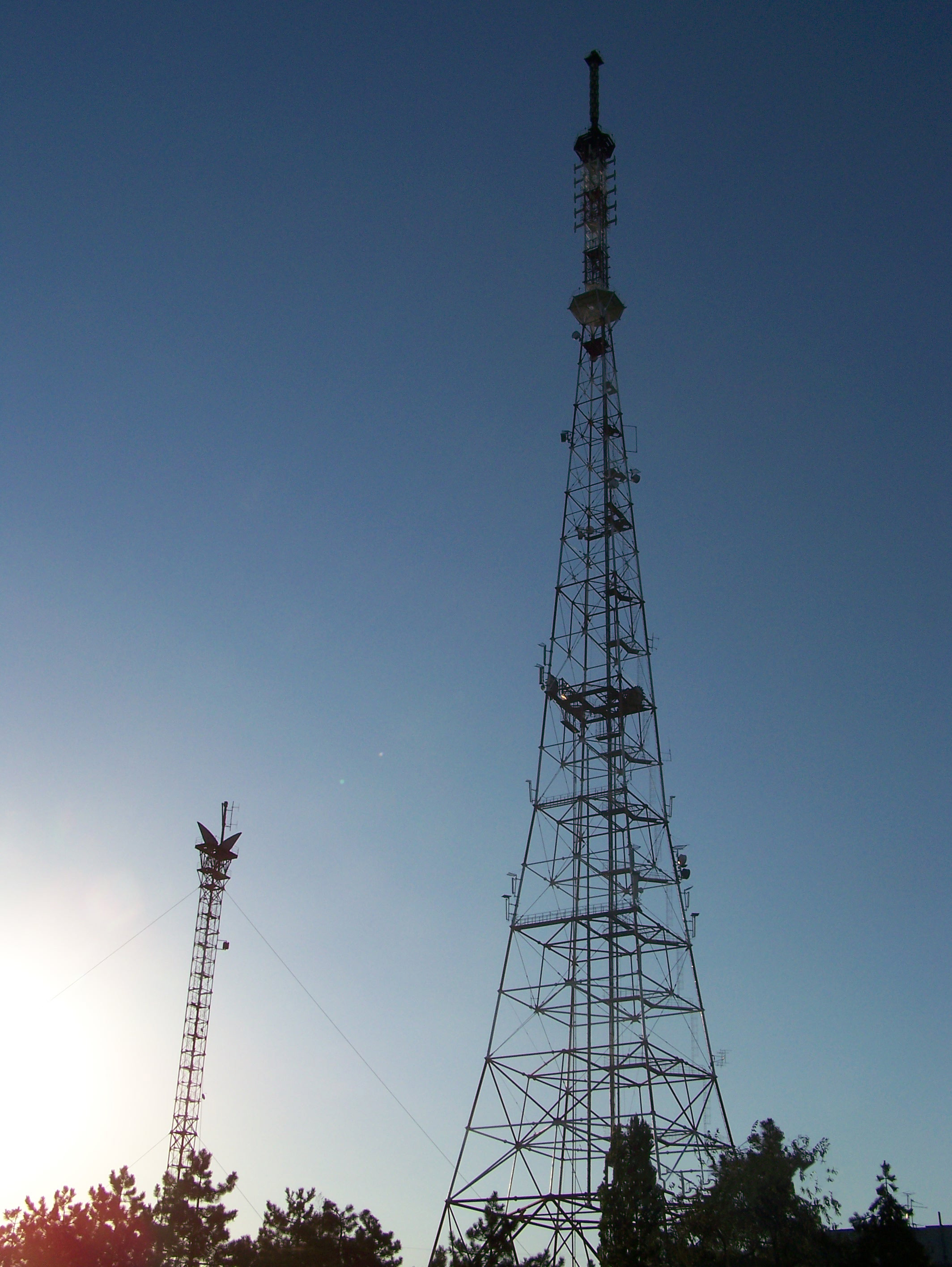
«Чимишлийская РРС. Станція РРЛ Кишинев-Кагул»

Мовлення телерадіоканалів здійснюється з Радіо- Телевізійної Передавальної Станції (SRTV Cimislia).
Отже, із чимішлійської вежі ведуть мовлення:
- «Прайм» (2 ТВК), ретраслюючий російський «Перший канал (Росія)»,
- «ТВ3 Молдова» (9 ТВК),
- «Молдова — 1» (33 ТВК),
- «NIT» (50 ТВК),
- «Euro-TV Chisinau» (56 ТВК),
- «Хіт FM» (93,5 Мгц),
- «Радіо Молдова» (103,5 Мгц).

Із чимішлійської вежі транслюється місцевий телеканал «Медіа-тв» колишній. «Чим-тв») на 43 ТВК і місцева радіостанція «Радіо-Медіа» (104,4 Мгц). Обоє регіональних каналів продовжили 7 і 8 травня 2008 року свої ліцензії на мовлення. Т.о. ліцензія Медіа-тв мине аж в 2015 році, коли в усій країні відключать ефірне аналогове телемовлення.
Обидва радіоканали (Радіо Медіа й Радіо Молдова) ведуть мовлення у стереорежимі. У Чимішлії стереотрансляцію на «Радіо Молдова» запустили 2 листопада 2007 року.
З 6 грудня 2006 м по 25 жовтня 2007 м на 9 ТВК вів мовлення «Стс-діксі», але, наприкінці вересня 2007 року, телекомпанія «Діксі» програла цю частоту на конкурсі КСТР, що привело до відключення цього популярного каналу (особливо серед жіночої половини населення). Дев'ятий Тв-канал повторно був виставлений на конкурс, і на нього було всього 2 претендента — «Стс-діксі» і «N4», і на грудневому їх теж було двоє — «Стс-діксі» і «ТВ-3». На жаль, у грудні 2007 КСТР не став оголошувати результати конкурсу на ТБ-частоти, скасувавши його, і лише 26 лютого 2008 всі частоти заново виставив на конкурс. До 28 квітня 2008 на цей канал претендували телекомпанії Діксі (СТС) і VDT (VeDeTe TV). 8 травня відбулося засідання КСТР, на якому оголосили результати конкурсу, оголошеного 26 лютого 2008 року. Переможцем став телеканал VDT.
12 червня 2008 року на 56 ТВК запущене мовлення мережного телеканалу «Euro-TV Chisinau».
17 вересня 2008 року в FM-діапазоні, на частоті 93,5Мгц, запущене мовлення радіостанції «Хіт FM».
Обоє радіо (EuTV і ХитFM) виграли ці частоти на конкурсі, результати якого оголосили наприкінці вересня 2007 року.
8 червня 2009 року на 9 ТВК запустили мовлення мережного телеканалу «ТВ3 Молдова» (VDT).
Крім того, на вежі встановлені антени операторів мобільного зв'язку Orange і Moldcell (GSM, 900 Мгц), а також антени національного оператора фіксованого телефонного зв'язку Moldtelecom (CDMA, 450 Мгц).

### Історична довідка
Чимішлійська радіорелейна станція (79-метрова щогла й одноповерхова будівля) зведена у 1969-71 р. Станція служила ланкою в ланцюжку радіорелейок, по яких радіо- і телевізійний сигнал доставлявся до ретрансляторів на півдні Молдавії (Комрат, Кагул і т. д.). В 1976 рр. увели до ладу чимішлійську РТПС (двоповерхову будівлю й 208-метрову вежу), що спочатку дозволив мовлення в райцентрі Другу Програму Молдавського Телебачення, а дещо пізніше робити мовлення двох телепрограм у радіусі 35-50 км. В 1997 році в Чимішлії запустили мовлення «Радіо Молдова» в FM-діапазоні.

## Друковані ЗМІ
- Business Info — регіональна газета, що висвітлює події в Бессарабському, Чимішлійському, Хінчештському і Леовському районах. Тираж — 7500 екз.
- «The Cimislia News» (на англ.), видається учнями молдавського ліцею ім. Міхая Емінеску.

## Визначні пам'ятки
- Монумент слави. Складається з пам'ятника солдатові й матері. По ліву й праву сторону вертикально покладені гранітні плити. На них вибиті імена семиста визволителів району, які в німецько-радянську війну (1941—1945) полягли на цій землі.
- Пам'ятник молдавському господарю Стефану Великому. Розташований поруч із Районною радою, у центрі міста. Був урочисто відкритий 27 серпня 2007 року — у День Республіки.
- Погруддя Міхаю Емінеску, румунському поетові. Перебуває в однойменному парку, поруч із однойменним ліцеєм.

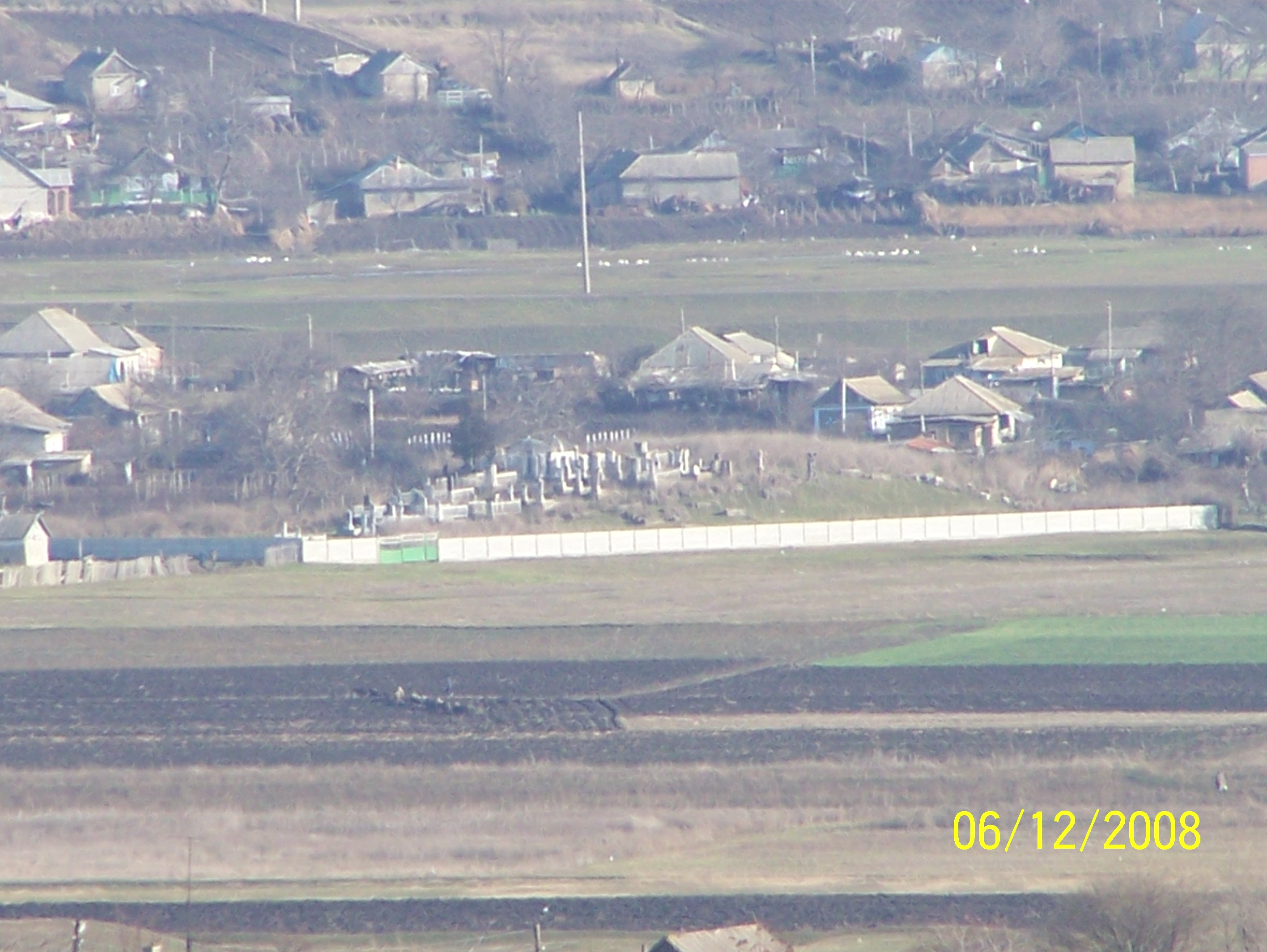
єврейський цвинтар

* Погруддя Олексія Маресьєва, Героя Радянського Союзу. Перебуває у дворі російського ліцею ім. Єсеніна з боку центрального входу.

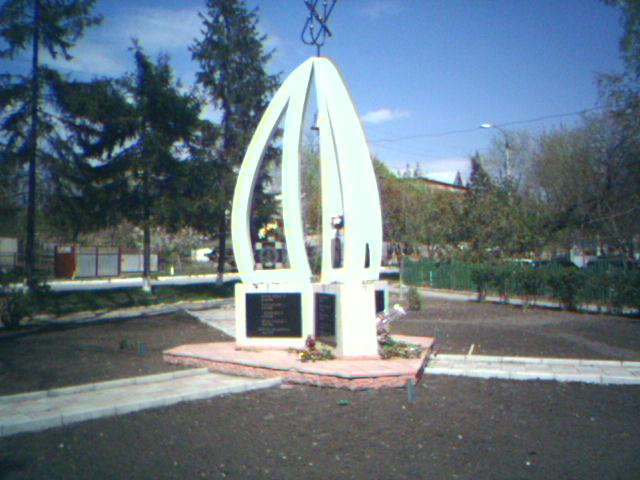
пам'ятник чорнобильцям

- Єврейський цвинтар. Розташовується недалеко від правого берега Когильника. Перші поховання датуються початком XIX століття.
- Пам'ятник чорнобильцям. Розташований поруч із російським ліцеєм. Був урочисто відкритий 26 квітня 2007 року.

## Палеонтологія
В 1960-х роках в одному зі знаменитих чимішлійських ярів російські палеонтологи провели розкопки. За місяць було зібрано 3,5 тонни костей тварин, яким без малого 5-7 мільйонів років. Це були останки жирафів, гиппаріонів, мастодонтів, антилоп. Частину із цих експонатів можна побачити в столичному музеї природи й етнографії.

## Транспорт
На відміну від більшості районних центрів Молдови, Чимішлія не зв'язана прямим автобусним сполученням зі столицею. Дана ситуація обумовлена величезною кількістю транзитних автобусних рейсів, які зв'язують Чимішлію з Кишиневом, Одесою, Тирасполем, Бєльцями, Кагулом, Ізмаїлом, Рені й населеними пунктами району. Попри те що основна кількість рейсів у напрямку Чимішлії з Кишинева відправляються з Південного Автовокзалу й курсує через Хінчешти, з 2006 року діє єдиний маршрут Кишинів — Чимішлія — Батир, що відправляється щодня в 15.15 із Центрального Автовокзалу Кишинева й із Чимішлії в 06.50-07.00, що курсує новою дорогою через Градіште, Юріївку, Порумбрію, Резени.
Містом курсують автобуси за такими маршрутами:
- «1» Когильник — центр — новий цвинтар на виїзді убік Ченака, і назад.
- «2» СПТУ — центр — Тайвань — центр — Реча — центр — СПТУ.
- «3»
- «4» Малина — Тайвань: окраїна міста убік Комрата (Малина) — центр — поліклініка — центральний стадіон (Тайвань) — окраїна міста убік Ченака, і назад.

## Уродженці
- Михайло Якович Лейбович (Шпаків) — діяч компартії Румунії, підпільник.